# Culturas de la vergüenza y de la culpa

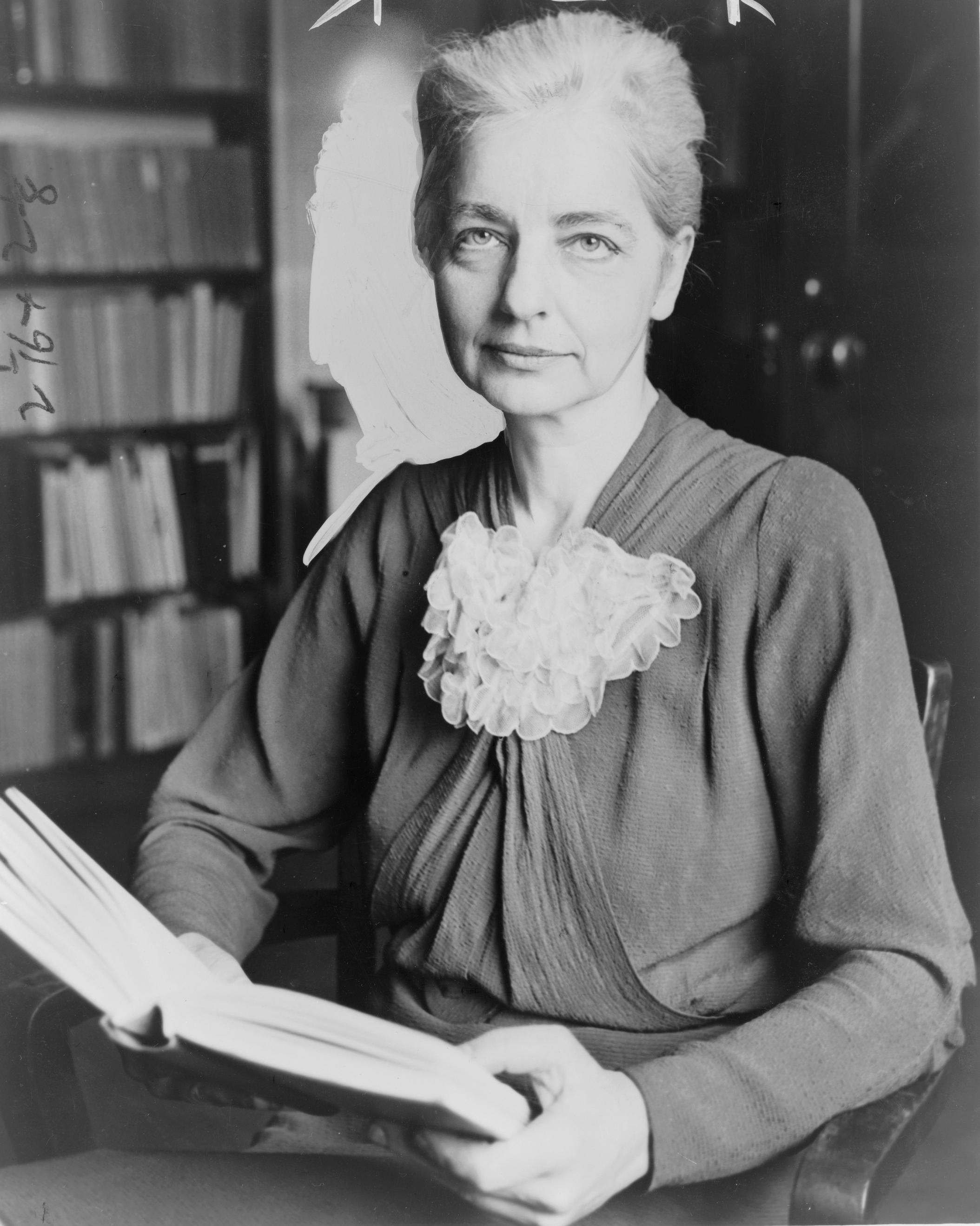
Ruth Benedict

Los términos cultura de la vergüenza y cultura de la culpa se refieren a conceptos antropológicos que diferencian las culturas según su uso de instancias externas (vergüenza) o internas (culpa) para tratar la mala conducta y resolver conflictos. La yuxtaposición de la cultura de la vergüenza, que se atribuye principalmente al Medio y Lejano Oriente, y la cultura de la culpa, que se atribuye a partes del mundo occidental, fue establecida por Ruth Benedict y se considera controvertida. 

E. R. Dodds

## Atribuciones culturales y atribuciones de vergüenza
Benedict, etnóloga estadounidense y representante del relativismo cultural, en su estudio de 1946 posterior a la guerra del Pacífico El crisantemo y la espada sobre la cultura japonesa, situó a esta dentro de la llamada cultura de la vergüenza. Según ella, las culturas de la vergüenza se basan en una instancia externa que sanciona la mala conducta. La vergüenza surgiría como una reacción a las críticas o la exposición al exterior. En contraste, esta autoridad puede internalizarse en una cultura de culpa. Los sentimientos de culpa surgen en el yo, el cual se divide en una autoridad que juzga y un culpable. Eric Robertson Dodds asumió esta distinción en su estudio de 1951 sobre Los griegos y lo irracional dedicado a la cultura griega antigua. 
Estudios recientes también incluyen a las culturas contemporáneas en las culturas de vergüenza y de culpa. Por ejemplo, las culturas actuales del Mediterráneo oriental, así como Japón y China, a menudo se consideran culturas de la vergüenza, mientras que Estados Unidos, Gran Bretaña y otros países con influencia protestante se consideran culturas de la culpa.  
El "patrón" occidental de conciencia de culpa es contrastado por el "sentido de la vergüenza" oriental como un "patrón" constructivo de la cultura de la transformación del conflicto. En el pensamiento "occidental", en el caso de una violación de un mandamiento moral válido, debe incluirse un discurso sobre la deuda. En caso de incumplimiento de un requisito moral válido o de la ley aplicable, una persona culpable es declarada como tal si conocía o debía conocer la ley o el precepto y si podía obedecerlos. La acusación de culpa en contextos morales y legales se considera una condición esencial para la atribución de responsabilidad, así como para una evaluación de la acción, por ejemplo, mediante elogios, culpas, recompensas o castigos.
Según la literata y científica cultural Claudia Benthien, la distinción entre las culturas de culpa y de vergüenza reside en si el afecto se puede procesar a través de la denominación, la penitencia o las sanciones impuestas. Esto es posible en las culturas de culpa, pero no en las culturas de la vergüenza. Por lo tanto, la pérdida de la reputación era irreversible en el antiguo Japón.  
El período griego arcaico de Homero fue también una cultura de la vergüenza, "que se convirtió en una cultura de culpabilidad hasta el siglo de los antiguos trágicos." Según el filólogo clásico Eric Robertson Dodds, las figuras de las epopeyas de Homero vivían en constante temor a la desaprobación pública. El castigo de los dioses era menos temido que el juicio social. Según Benthien, el prestigio social "representa el mayor valor y la calumnia es una lesión existencial, a menudo irreversible". El cristianismo no se puede asignar claramente a una sola de estas categorías: "Si bien el Antiguo Testamento es fundamentalmente cultura de la vergüenza, el Nuevo Testamento y la teología moderna, especialmente la luterana, se basan más en el pensamiento de la culpa".
El que también los elementos de la cultura de la vergüenza han tenido un alto significado en las sociedades occidentales, lo muestran los numerosos duelos, que surgieron debido a lesiones del honor. El honor herido es típicamente un elemento de vergüenza.

## Investigación evangélica misionera
El teólogo evangélico Thomas Schirrmacher argumenta que "el mundo occidental está experimentando actualmente el final de la cultura de la culpa más completa de la historia y una recaída en una cultura de la vergüenza que se basa en la percepción externa pura del hombre. En la cultura de la culpa "la conciencia y una escala dada son decisivas, en la cultura de la vergüenza el estándar es la sociedad". Sin embargo, cada cultura de culpa contiene elementos de la cultura de la vergüenza y viceversa; una separación estricta de las dos es imposible.
Según el investigador de la misión evangélica y teólogo Klaus W. Müller, la orientación de culpa y vergüenza es la siguiente:

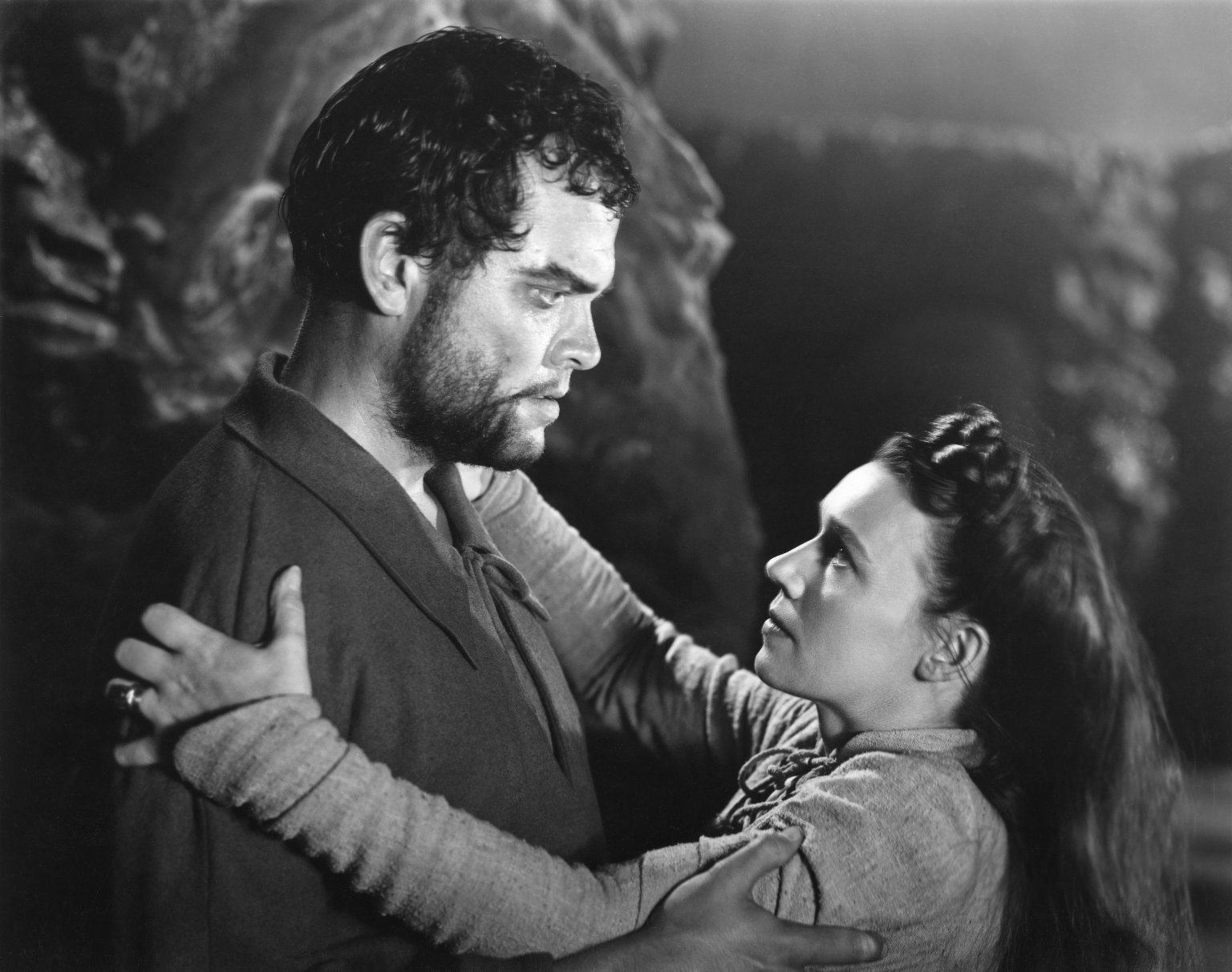
Orson Welles como Macbeth

| culpa | vergüenza |
| Punto de partida de la impronta. | Punto de partida de la impronta. |
| --- | --- |
| Pequeño número de generadores, definidos con precisión: padres (familia nuclear) | Gran cantidad de personas influyentes (familia extensa), definidas incorrectamente: padres, parientes, extraños; espíritu |
| Formación de la estructura de los patrones de comportamiento. | |
| Los estándares de comportamiento son asumidos por las personas formativas, emerge la conciencia | Los estándares de comportamiento son asumidos por las personas formativas, emerge la conciencia |
| Manifestación de los estándares sociales. | |
| En sí misma, la propia conciencia es la vigilancia de las normas (intrínseca) | Otras personas o espíritus / dioses son autoridades para el monitoreo (exterior) de las normas (extrínsecas) |
| Reacción hacia una violación de las normas estándar planificada | |
| Señal de conciencia de que el acto planeado constituirá una violación estándar, con lo cual se activa un mecanismo de defensa                                                                                           | Señal de conciencia de que el acto planeado constituirá una violación estándar, con lo cual se activa un mecanismo de defensa |
| Reacción hacia una violación de las normas estándar real | |
| Perturbación del equilibrio interno desde adentro. Inmediatamente se experimenta un sentimiento de culpa, que al mismo tiempo se percibe como un castigo. Consciente de esto, se pone en marcha un mecanismo de alivio. | Perturbación del equilibrio interno desde el exterior en caso de que la acción parezca infringir a otros. Inmediatamente después de tomar conciencia de esta conciencia externa de la violación de la norma, se experimenta un sentimiento de vergüenza que se percibe como un castigo. Esto a su vez activa un mecanismo de defensa que se dirige principalmente contra la calificación externa, seguido de un mecanismo de liberación. |
| Resultado de experiencias de culpa y vergüenza | |
| Una conciencia funcional (superyó) vuelve al equilibrio interno. | Una conciencia funcional (superego) conduce al equilibrio interno. |

## Recepción
La división en culturas de vergüenza y de culpa es controvertida en la investigación sociológica, entre otras cosas, debido a las valoraciones subliminales.  
El abogado y filósofo Paul Tiedemann describió la distinción en las culturas de vergüenza y de culpa como "altamente proyectiva". Se basa en la suposición "errónea" de que las culturas asiática y africana están dirigidas exclusivamente por individuos y no conocen ninguna internalización de valores o conciencia. Incluso Benedict ha calificado una estricta separación de las culturas de la vergüenza y de la culpa como una "exageración". Es cierto que valores como la autodeterminación individual son de gran importancia en la cultura occidental y "el valor de la adaptación y la armonía con los objetivos y valores de la comunidad se enfatiza en las culturas orientales". Sin embargo, ambos sistemas de valores estarían igualmente internalizados.
Además, no se puede suponer que la vergüenza en el mundo occidental no sirva como principio sancionador. Más bien, la estrategia de avergonzar juega un papel decisivo en el discurso de la justicia restaurativa. Es precisamente esta didáctica de la vergüenza lo que ya se puede demostrar en la historia cultural en el teatro europeo de la Ilustración.